# Пам'ятник Тарасові Шевченку (Лебедин)
Пам'ятник Тарасу Шевченку в місті Лебедин —  пам'ятник видатному українському поетові Тарасу Григоровичу Шевченку в місті Лебедині, на Соборній площі.
Відомо, що Шевченко відвідував Лебедин у 1859 році, коли приїздив сюди до братів Максима Михайловича і Олексія Михайловича Залеських.

## Опис
Пам'ятник складається зі ступінчатого п'єдесталу та фігури Тараса Шевченка, яка ніби виростає зі скелі прямокутного січення. Розмір фігури (включаючи скелю та постамент) — 2,5 метрів.

## Історія
Пам'ятник було встановлено у 1964 році на місці зруйнованої більшовиками Успенської церкви. Скульптором виступив Я. Д. Красножон, який також спроектував пам'ятник Тарасу Шевченку в Сумах та в Недригайлові.